# Silvina Pereira
Silvina Pereira é uma actriz, encenadora e dramaturgista portuguesa.
Estreou-se como profissional em 1980. Frequentou o Curso de Formação de Actores do Conservatório Nacional. Experiências teatrais com Adolfo Gutkin, Rogério de Carvalho, Bettina Jonic, Anne Ubersfeld e o Odin Teatret, são referências importantes para a sua formação. 
Licenciada em Antropologia pela FCSH da Universidade Nova de Lisboa, com a Dissertação Eu Actor, Tu Espectador, um exercício de reciprocidade. Doutorada em Estudos de Teatro com a tese Trás a névoa vem o sol – As comédias de Jorge Ferreira de Vasconcelos , na Faculdade de Letras da Universidade de Lisboa.Integra como investigadora o Centro de Estudos Clássicos da mesma Faculdade, onde desenvolve, com uma bolsa da FCT, um Pós-Doutoramento sobre Encenar o teatro clássico, hoje . 
Como formadora colaborou regularmente com o Serviço de Bibliotecas e Apoio à Leitura da Fundação Calouste Gulbenkian e mais recentemente com o Centro Nacional de Cultura, dirigindo Cursos de Formação Teatral.
Fundou o Grupo de Teatro da Santa Casa da Misericórdia de Lisboa onde encenou autores como, António Aleixo, Anton Tchecov, August Strindberg, A. Leite e C. Barbosa, André Brun e Vasco Graça Moura.
Sócia fundadora do Teatro Maizum (1981). São desse período Jornada Teatral, Drakula Concert e Gilgamesh com Adolfo Gutkin. Como actriz destacam-se também as suas criações em Preparadise Sorry Now, de R. W. Fassbinder, Um Jipe em Segunda Mão de Fernando Dacosta (IFICT) e Bela Calígula de Augusto Sobral.
Directora do Teatro Maizum desde 1988, dirigiu e interpretou Lisboa Monumental e Um Demónio na Vitrine de Fialho de Almeida, Florbela de Florbela Espanca e Hélia Correia, e também como dramaturgista em Portugaru-San - O Sr. Portugal em Tokushima / Wenceslau de Moraes, Sabina Freire de Manuel Teixeira Gomes, Comédia Eufrósina e Comédia Ulysippo de Jorge Ferreira de Vasconcelos, Camões - Tanta Guerra, Tanto Engano / Luís de Camões, Sermões / Padre António Vieira  Garrett - Uma cadeira em S. Bento / Almeida Garrett, Só Puro Amor / Seis poetas e uma poetisa, Alegre Campanha / Eça de Queirós e Estranho Fado, /José Régio.
Tem publicadas as adaptações das Comédia Eufrósina e Comédia Ulissipo de Jorge Ferreira de Vasconcelos e ainda Garrett - Uma cadeira em S. Bento , Alegre Campanha  e o CD-rom Camões -  tanta guerra, tanto engano. 
Escreve regularmente no Jornal de Letras com a rubrica Dramas Imperfeitos 
Em televisão e cinema trabalhou com Artur Ramos, Ferrão Katzenstein, Carlos Vasconcellos, Valéria Sarmiento, James Cellan Jones em Slip-up (produção da BBC), Jorge Silva Melo, António Macedo e Paulo Rocha, tendo este último filmado dois espectáculos: Portugaru-San - O Sr. Portugal em Tokushima e Camões - Tanta Guerra, Tanto Engano 